# Смородина чёрная 'Дар Смольяниновой'
'Дар Смольяниновой' — ранний крупноплодный сорт чёрной смородины универсального назначения. В 2007 году включён в Государственный реестр селекционных достижений по Центральному региону.

## Биологическое описание
Куст среднерослый, крона слабораскидистая, густая. Молодые побеги средней толщины, оливково-зелёные, мелкоопушённые, матовые. Почки слабоопушённые.
Листья трехлопастные, крупные, зеленые или светло-зелёные, матовые, морщинистые, пластинка листа выпуклая, голая. Зубцы тупые, сложного сечения. Черешок по всей длине окрашен антоцианом.
Цветки бледно-фиолетовые, чашелистики красновато-фиолетовые. Кисть средняя или короткая, 6—8 цветковая. Расположение ягод в кисти не плотное.
Ягоды крупные (2,8—4,5 г), плотные, округлые, чёрные, с сухим отрывом, сладкого вкуса, универсального назначения. Дегустационная оценка: 4,9 балла. Плодоножка средней длины, зелёная, тонкая. Химический состав: сухих веществ 18,4%, растворимых сухих веществ 11,5%, сумма сахаров — 4—7,8 %, титруемая кислотность — 1,6—2,2 %, аскорбиновая кислота — 160,0 мг/100 г.
Сорт самоплоден, устойчив мучнистой росе, антракнозу, септориозу и почковому клещу. Средняя урожайность 13,3 т/га (2,0 кг/куст), максимальная — 17,2 т/га (2,6 кг/куст).
Генотип сорта представляет ценность, как исходный материал для дальнейшей селекции чёрной смородины.